# Tennantia sennii
Tennantia sennii är en måreväxtart som först beskrevs av Emilio Chiovenda, och fick sitt nu gällande namn av Bernard Verdcourt och Diane Mary Bridson. Tennantia sennii ingår i släktet Tennantia och familjen måreväxter. Inga underarter finns listade i Catalogue of Life.